# Špičák (Děčínská vrchovina)
Špičák (německy Spitzberg) je vrchol v České republice ležící v pohoří Děčínská vrchovina.
Špičák je jedním ze tří vrcholů zalesněného hřbetu nacházejícího se mezi děčínskými městskými částmi Červený Vrch, Škrabky, Jalůvčí a Přípeř nazývaného jako celek Červený vrch. Kromě Špičáku, který se nachází na východním okraji nad čtvrtí Přípeř, se ve hřbetu nacházejí ještě vrcholy Hřeben (německy Kamm, 316 m n. m.) na severozápadě a Červený vrch (německy Rothberg, 314 m n. m.) na jihu.
Původní název Špičák upadl téměř v zapomnění, protože po vybudování dřevěné triangulační věže na jeho vrcholu jej lidé z okolí nazývali Triangl. Špičák je v podstatě hřbet kuesty (nesouměrného horského vrcholu nebo hřebenu), která se směrem k východu svažuje, přičemž se zároveň zvětšuje její náklon. To má ten efekt, že při pohledu z protějšího břehu Labe, například z Masarykova náměstí, kdy tento hřbet vidíme v ose, se nám jeví mezi ostatními vrcholy v okolí nezvykle špičatý. Odtud pochází jeho pojmenování. Při zmíněné triangulaci byl do katastrálních map jako název měřícího bodu a zároveň vrcholu chybně zanesen název Červený vrch.
Skalnatý hřbet je tvořen pískovcem s bohatým výskytem železivce. V puklinách ale i na povrchu pískovcových bloků je možno nalézt krystaly barytu.
Vrchol je dobře přístupný pro pěší hřebenovou pěšinkou, která byla vybudována jako součást promenádních cest Lázní Svatého Josefa v Horním Žlebu. Cyklistům mohou činit problémy schody na této pěšině. Z vrcholu a jeho okolí jsou pěkné částečné výhledy na Jalůvčí, Papertský vrch, Přípeř, Horní Žleb a Stoličnou horu (Kvádrberk).

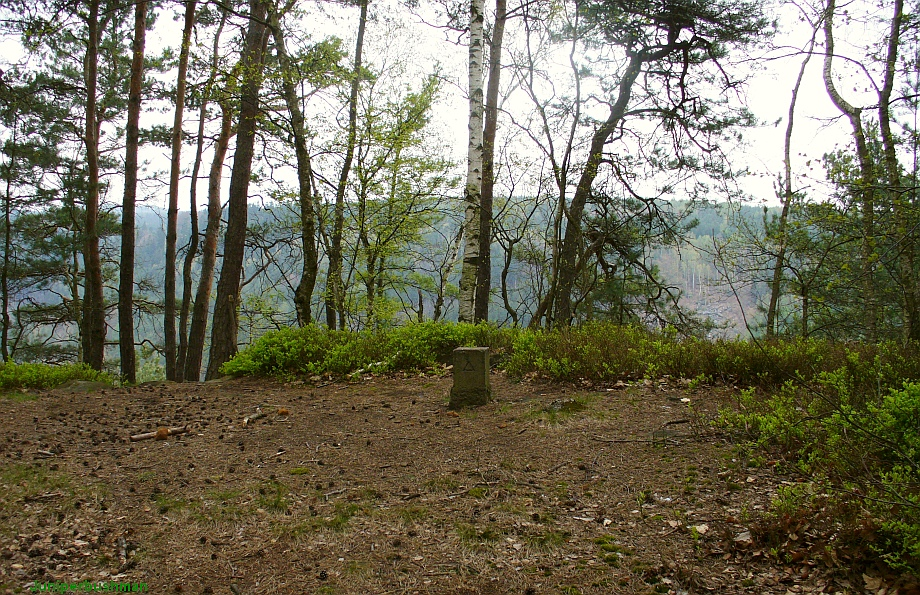
Triangulační bod na vrcholu Špičáku
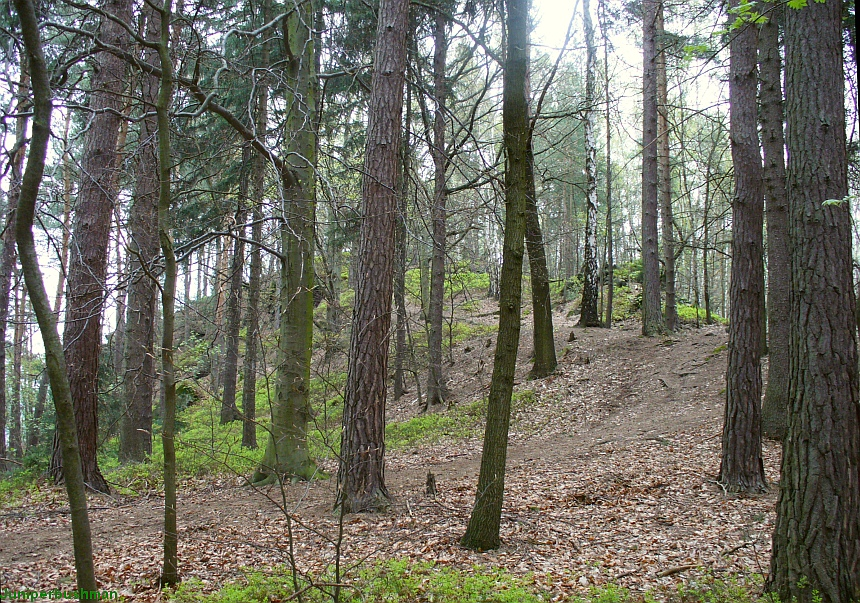
Cesta na vrchol
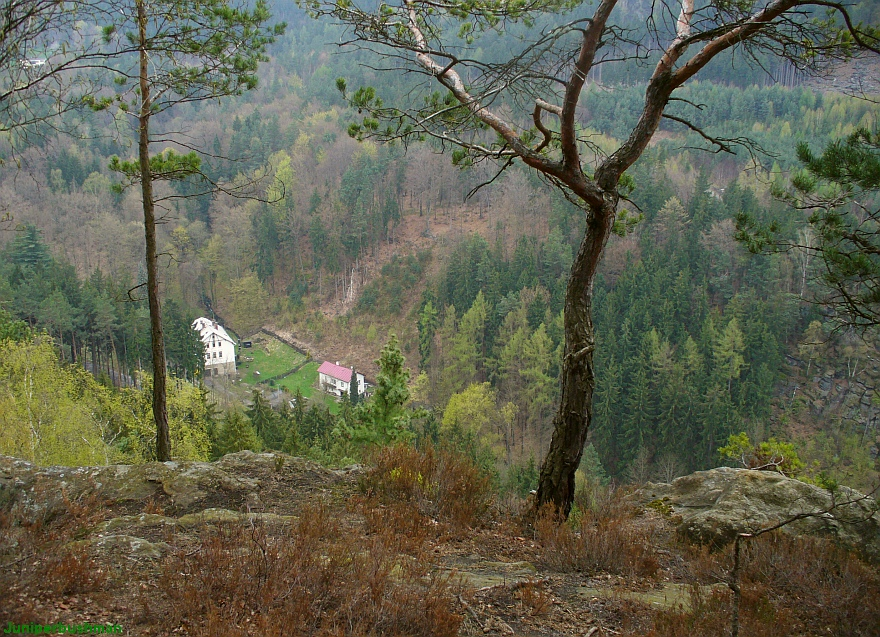
Pohled z vrcholu Špičáku do přípeřského údolí
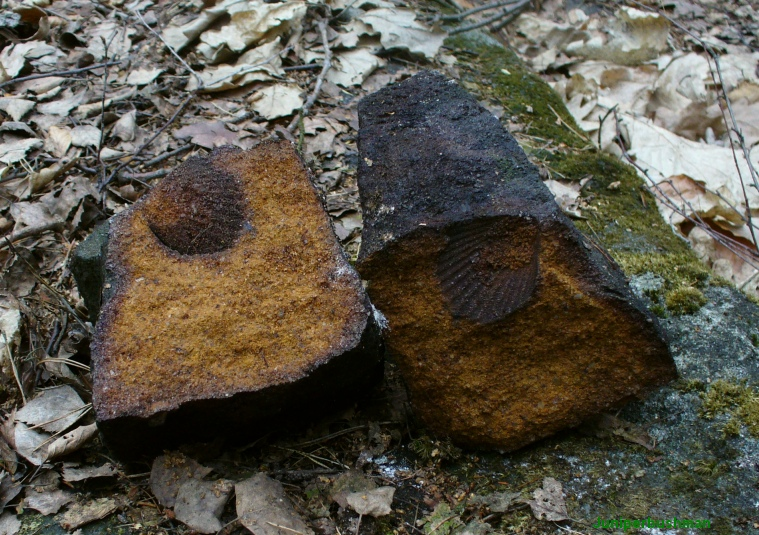
Pískovec s mušlí a železivcem
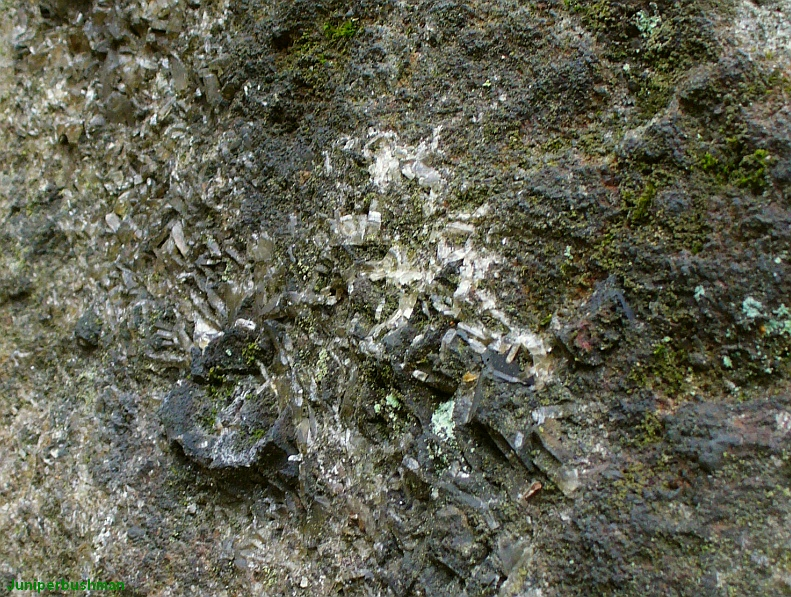
Krystaly barytu na pískovci na Špičáku